# ISO 3166-2:IM
ISO 3166-2:IM — стандарт Международной организации по стандартизации, который определяет геокоды. Является подмножеством стандарта ISO 3166-2, относящимся к Острову Мэн. Геокод состоит из: кода Alpha2 по стандарту ISO 3166-1 для Острова Мэн — IM. Остров Мэн является коронным владением британской короны Великобритании. Геокод являются подмножеством кода домена верхнего уровня — IM, присвоенного Острову Мэн в соответствии со стандартами ISO 3166-1.

## Геокоды Острова Мэн
| Название   | Alpha2 | Alpha3 | цифровой | Геокод по ISO 3166-2 | Статус                              |
| ---------- | ------ | ------ | -------- | -------------------- | ----------------------------------- |
| Остров Мэн | IM     | IMN    | 833      | не определён         | коронное владение британской короны |

## Пограничные Острову Мэн государства
- Великобритания — ISO 3166-2:GB (на севере, на востоке, на юге (морская граница)).
- Ирландия — ISO 3166-2:IE (на западе (морская граница)).